# Кристинаполис
Кристинаполис (порт. Cristinápolis)  —  муниципалитет в Бразилии, входит в штат Сержипи. Составная часть мезорегиона Восток штата Сержипи. Входит в экономико-статистический  микрорегион Бокин. Население составляет 15 980 человек. Занимает площадь 251,3 км².